# Тайна зелёного бора
«Тайна зелёного бора» — советский приключенческий фильм, снятый режиссёром Олегом Павловичем Николаевским по мотивам повести Павла Петровича Бажова «Зелёная кобылка».

## Производство
Фильм снят в поселке Тургояк (ныне на территории Миасского городского округа Челябинской области). Непосредственно для киносъёмок был воссоздан ряд элементов декораций, которые сохранились в этом населённом пункте по сей день.

## Сюжет
Начало XX века. Закадычные друзья Егорка, Петька и Коля ("заединщики", как они себя называют) враждуют с ребятами с соседней улицы, во главе которых стоит Сенька Кожин. 
Однажды, возвращаясь домой с рыбалки, товарищи встречают в лесу беглого зэка «политика» — именно так местные жандармы называли революционеров. Оказав ему первую помощь и укрыв беглого зэка от сотрудников правоохранительных органов России, ребята сообщили о раненом беглом отцу Сеньки. 
Впечатлённый героизмом сверстников Сенька теперь стал лучшим другом компании.

## В ролях
| Актёр               | Роль        |
| ------------------- | ----------- |
| Владимир Махов      | Егорка      |
| Виктор Евдокимов    | Петька      |
| Борис Емлин         | Коля        |
| Николай Довженко    | «политик»   |
| Александр Савиных   | Сенька      |
| Николай Красулин    | Чируха      |
| Михаил Иванов       | отец Егорки |
| Вера Волкова        | мать        |
| И. Гусева           | бабушка     |
| Генрих Билль        | Гриньша     |
| Олег Николаевский   | Тулункин    |
| Николай Бадьев      | дед         |
| Константин Максимов | приказчик   |
| Константин Вологдин | стражник    |